# La Haine (sitio de Internet)
La Haine (El Odio, en francés) es un portal de Internet de contrainformación de España que se autodefine como "proyecto de desobediencia informativa, acción directa y revolución social". Creado en 2000, ofrece información política heterogénea sobre la izquierda revolucionaria, con especial énfasis en los nacionalismos periféricos, el anarcosindicalismo, el marxismo y el ecosocialismo. Desde la página se promociona también música de carácter ideológico. La Haine también publica sus noticias en formato RSS.
El nombre de la página y su diseño gráfico hacen referencia a la película homónima de Mathieu Kassovitz del año 1995, que cuenta una historia del continuo enfrentamiento entre unos jóvenes, hijos de inmigrantes que viven en las afueras de París y la policía. 

## Colaboradores
Entre los colaboradores del portal están: Agustín Morán, Alizia Stürtze, Ángeles Maestro, Atilio Borón, Carlo Frabetti, Claudio Katz, Crespo, I. Gil de San Vicente, James Petras, Jorge Beinstein, Mariano Pujadas, Néstor Kohan, P. García Olivo, Profesor J, Roberto Delgado y Sebastián Hacher.
El portal se extiende en la llamada Red La Haine que une varios portales izquierdistas de España y América Latina que comparten sus noticias: Clajadep, Jotake – La Haine, Cartelera Libertaria, CAES, CORREPI (Argentina), Colectivo Hommodolars (Chile), PAT - Presoen Aldeko Taldeak (Euskal Herria), Okupazión Auditorio CHE Guevara.

## Historia
El portal se crea en octubre del año 2000, época en la que se crean diversas páginas web de contrainformación anticapitalista a nivel estatal. En sus primeros años, la web va creciendo en núcleos en distintos territorios. Fruto de este nacimiento de núcleos, nace el subdominio Jotake-Lahaine, albergado dentro de la web, el cual publica noticias sobre Euskal Herria. 
En 2004 el portal juega un papel importante, como otros medios de contrainformación anticapitalista, durante los días posteriores a los atentados del 11-M en Madrid, apuntando desde un primer momento a la falsedad de la versión oficial dada por el gobierno del PP, según la cual la autoría del atentado correspondería a ETA, y también cubriendo en directo las manifestaciones espontáneas frente a la sede del PP el día anterior a las elecciones generales del 14 de marzo de 2004.
Durante estos años, La Haine se convierte en un referente que aglutina varios sectores y luchas, como el anarquismo, el antifascismo, el feminismo, el sindicalismo combativo, el comunismo, el independentismo... Otro punto importante en la historia del portal es el papel que jugó en la denuncia del asesinato de Carlos Palomino ,joven antifascista de 16 años apuñalado en el metro de Madrid por un militar de ideología neonazi el 11 de noviembre de 2007. Desde el portal, se publicaron importantes informaciones relativas al asesinato del joven, así como la cobertura de todas las movilizaciones que tuvieron lugar en Madrid entre el asesinato y el juicio del neonazi Josué Estébanez de la Hija.
En la actualidad, tal como anunciaron en junio de 2016, trabajan en red junto a los otros medios de contrainformación anticapitalista, Kaosenlared.net e Insurgente.org.

## Censura
Varias han sido las veces que La Haine ha sufrido casos de censura. El primero de ellos ocurrió durante los días posteriores al 11M, cuando el portal cubría las protestas frente a la sede del PP, un ataque informático dejó inutilizada la página web, si bien pudo seguir informando gracias a la solidaridad de Indymedia Argentina, que les cedió su portada. 
El 29 de marzo de 2014, el periodista miembro del Colectivo Editorial de La Haine conocido como Boro LH, fue detenido mientras cubría una protesta contra la monarquía en Madrid. Mientras era detenido, agentes antidisturbios de la policía nacional agredieron a varios periodistas. La grabación y la difusión de las imágenes generó una fuerte polémica y denuncias sobre la violencia policial contra los trabajadores de la prensa. El miembro de La Haine se enfrentó por estos hechos a un juicio con una petición fiscal de 6 años de cárcel y 6.200 euros de multa, acusado de atentado a la autoridad y lesiones a dos agentes. Finalmente salió absuelto al demostrarse las grandes incongruencias en el testimonio de los policías supuestamente agredidos por el periodista. En la actualidad Boro LH ha presentado una querella criminal contra los agentes que le denunciaron por falsedad de testimonio.
El mismo periodista fue detenido en junio de 2014 por haber cubierto para La Haine una protesta en Pamplona (acusación que fue finalmente archivada), y por tercera vez en noviembre de 2014, como encausado en la segunda fase de llamada Operación Araña. Por este último juicio el Tribunal le impuso una condena de un año y medio de prisión por comentar y compartir publicaciones de Facebook que actualmente el periodista ha recurrido al Tribunal Supremo. 
En todos los casos, el portal ha denunciado que la persecución a este periodista está motivada por su pertenencia al medio de comunicación.[cita requerida]